# Bình Yên, Sơn Dương
Bình Yên là một xã thuộc huyện Sơn Dương, tỉnh Tuyên Quang, Việt Nam.
Xã Bình Yên có diện tích 12,94 km², dân số năm 1999 là 2.478 người, mật độ dân số đạt 191 người/km².